# (5867) 1988 RE
1988 أر إي (ويعرف أيضًا باسم (5867) 1988 أر إي وفق تسمية الكوكب الصغير) (بالإنجليزية: 1988 RE)‏ هو كويكب ضمن حزام الكويكبات؛ وترتيبه 5867 من حيث الاكتشاف.
اكتُشف هذا الجُرم الفلكي بواسطة Jeffrey L. Phinney ‏ في 11 سبتمبر 1988.

## وصلات خارجية
- (5867) 1988 RE في قاعدة بيانات مختبر الدفع النفاث لأجرام النظام الشمسي الصغيرة

- الاكتشاف · مخطط المدار ·  العناصر المدارية · المعلمات المادية

- (5867) 1988 RE على موقع ويكي سكاي: DSS2, SDSS, GALEX, IRAS, Hydrogen α, X-Ray, Astrophoto, Sky Map, Articles and images